# Микола Данилович (маршалок сейму)

Герб Сас

Микола (Миколай) Данилович гербу Сас (пол. Mikołaj Daniłowicz; 1558 — 30 травня 1624) — шляхтич руського походження, політичний та військовий діяч Речі Посполитої. Магнат, статистик.

## Біографія
Син львівського хорунжого Станіслава Даниловича і його дружини Катажини з Тарлів — доньки львівського хорунжого Яна Тарла. Брат Івана Даниловича, власника Олеська. Ревний католик, але не брав участі в суперечках «партій».

Завершив навчання 1581 р. в університеті міста Дюллінґен-на-Дунаї в Баварії, де переважно навчались майбутні священики. 

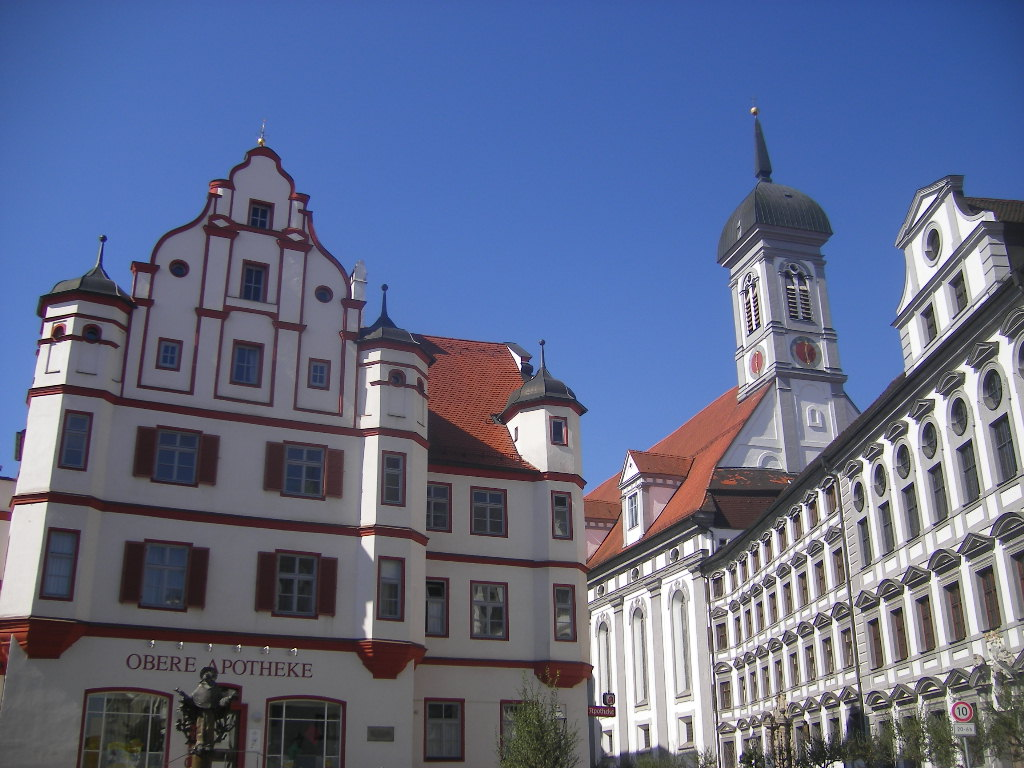
Будівля університету в Дюллінґені-на-Дунаї

Серед придворних вирушив 1594 р. з королем Сиґізмундом III Вазою до Швеції, де той коронувався. Влітку 1595 р. взяв участь у поході коронного гетьмана і канцлера Яна Замойського до Молдавії, де вони посадили господарем Єремію Могилу; у жовтневій битві під Цецорою з татарами хана Гази II Ґерая.
Від початку антикоролівського заколоту маршалка Міколая Зебжидовського (1606—1609 роки) виступив на підтримку Сиґізмунда III Вази. 1607 p. був послом в Османській імперії, щоб протидіяти намірам Семигороддя. В 1613-14 роках ліквідував столичну конфедерацію у Львові.
Ймовірно, був похований в Уханю, яке одідичив його син Іван-Микола. За даними Шимона Старовольського, в Ухані існував його надгробок з епітафією.

### Посади, маєтність, фундації

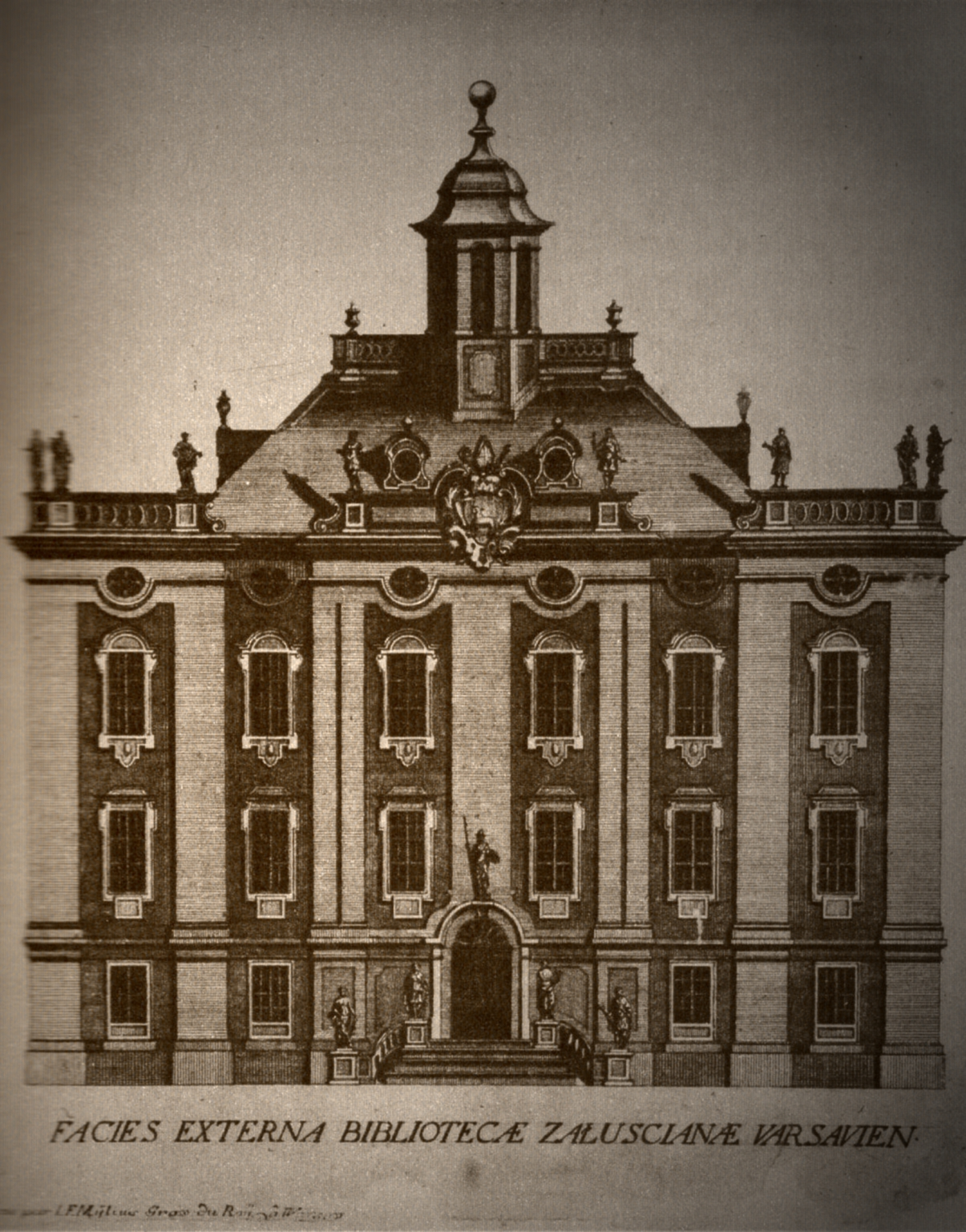
Бібліотека Залуських

Обозний великий коронний, маршалок Сейму 1593 р., староста дрогобицький 1599 р., староста холмський 1609 р., підскарбій надвірний коронний 1610 р., староста більський 1610 р., каштелян львівський 1614 (після брата Яна (Івана) р., староста парчевський 1614 р., економ самбірський 1615 р., староста червоногородський 1615 р., підскарбій великий коронний 1617 р., староста красноставський 1622 р. В 1609 році не отримав посади референдаря, що обурило Станіслава Жолкевського.
Від батьків успадкував родинне містечко Журів у Жидачівському повіті разом з приблизно 15-ма селами. Віно дружини — Ухане (Холмська земля). Цікавився корисними копалинами.

На місці дерев'яного звів відомий замок у Червоногороді з наріжними вежами, посилив укріплення міста, можливо, звів систему шлюзів на ріці.

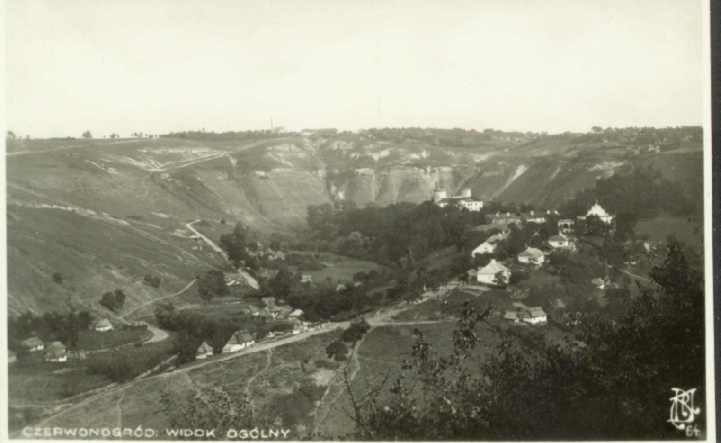
Котловина міста Червоногород і рештки замку

 У Варшаві 1621 р. збудував палац, який потерпів в час «шведського потопу» і був перебудований у XVIII ст. у першу загальнодоступну бібліотеку Залуських.

### Шлюб, діти
До 1591 р. одружився з Геленою з Уханських з Белза. У шлюбі народились:
- Іван Миколай Данилович (1607—1650) — підстолій коронний, митник руський, одружений до 1628 р. з Ельжбетою Опалінською, донькою маршалка великого коронного Лукаша Опалінського, до 1638 р. із Зофією з Тенчинських, донькою мечника коронного Ґабріеля Тенчинського
- Софія (1590—1642), виходила заміж:
  - До 1630 за старосту лімського Андріана Радзимінського:
  - До 1630 за підканцлера литовського Павла Стефана Сапігу († 1635) (четверта дружина);
  - З 1636 за маршалка великого коронного Лукаша Опалінського.
- Ізабелла (1592-р.с.н), видана 1620 р. за князя Єжи Оссолінського
- Анна (1594-після 1638), видана до 1619 р. за каштеляна каліського Каспера Зебжидовського
- Станіслав (1596—1632) — червоногородський староста 1624 р., одружений з Маріанною Семашко
- Петро — підстолій коронний, староста крем'янецький: одружений 1625 р. з Катажиною Шамотульською, 1631 р. з Христиною Вишневецькою, донькою князя Адама Вишневецького.
- Микола (1600—1676) — підстолій коронний, староста червоногородський, перемишльський, грубешівський, одружений з Аполінарією Нємоєвською
- Урсула (1602 у Львові — р.с.н.), видана вперше за НН, вдруге за генерала землі подільської Пйотра Потоцького (друга дружина)
- Франциск (1605—1653) — староста червоногородський, одружений з Єлизаветою Катериною Сапігою, донькою підкоморія володимирського Фридриха Сапіги

Сприяв доброму навчанню синів за кордоном, розробив для цього сам інструкцію для їх підготовки.